# Mastophora
Genre
Synonymes
- Heterocephala Holmberg, 1876
- Glyptocranium Simon, 1895
- Agathostichus Simon, 1897

Mastophora est un genre d'araignées aranéomorphes de la famille des Araneidae.
Il est placé dans la sous-famille des Cyrtarachninae dans la tribu des Mastophorini, avec les genres Cladomelea et Acantharachne (Afrique), Ordgarius (Océanie).

## Distribution
Les espèces de ce genre se rencontrent en Amérique.

## Liste des espèces
Selon World Spider Catalog (version 21.5, 10/01/2021) :
- Mastophora abalosi Urtubey & Báez, 1983
- Mastophora alachua Levi, 2003
- Mastophora alvareztoroi Ibarra & Jiménez, 2003
- Mastophora apalachicola Levi, 2003
- Mastophora archeri Gertsch, 1955
- Mastophora bisaccata (Emerton, 1884)
- Mastophora brescoviti Levi, 2003
- Mastophora caesariata Levi, 2006
- Mastophora carpogaster Mello-Leitão, 1925
- Mastophora catarina Levi, 2003
- Mastophora comma Báez & Urtubey, 1985
- Mastophora conica Levi, 2006
- Mastophora conifera (Holmberg, 1876)
- Mastophora cornigera (Hentz, 1850)
- Mastophora corpulenta (Banks, 1898)
- Mastophora corumbatai Levi, 2003
- Mastophora cranion Mello-Leitão, 1928
- Mastophora diablo Levi, 2003
- Mastophora dizzydeani Eberhard, 1981
- Mastophora escomeli Levi, 2003
- Mastophora extraordinaria Holmberg, 1876
- Mastophora fasciata Reimoser, 1939
- Mastophora felda Levi, 2003
- Mastophora felis Piza, 1976
- Mastophora gasteracanthoides (Nicolet, 1849)
- Mastophora haywardi Birabén, 1946
- Mastophora holmbergi Canals, 1931
- Mastophora hutchinsoni Gertsch, 1955
- Mastophora lara Levi, 2003
- Mastophora leucabulba (Gertsch, 1955)
- Mastophora leucacantha (Simon, 1897)
- Mastophora longiceps Mello-Leitão, 1940
- Mastophora melloleitaoi Canals, 1931
- Mastophora obtusa Mello-Leitão, 1936
- Mastophora pesqueiro Levi, 2003
- Mastophora phrynosoma Gertsch, 1955
- Mastophora pickeli Mello-Leitão, 1931
- Mastophora piras Levi, 2003
- Mastophora rabida Levi, 2003
- Mastophora reimoseri Levi, 2003
- Mastophora satan Canals, 1931
- Mastophora satsuma Levi, 2003
- Mastophora seminole Levi, 2003
- Mastophora soberiana Levi, 2003
- Mastophora stowei Levi, 2003
- Mastophora timuqua Levi, 2003
- Mastophora vaquera Gertsch, 1955
- Mastophora yacare Levi, 2003
- Mastophora yeargani Levi, 2003
- Mastophora ypiranga Levi, 2003

## Publication originale
- Holmberg, 1876 : « Arácnidos argentinos. » Anales de Agricultura de la Republica Argentina, vol. 4, p. 1-30.